# Biểu tượng cảm xúc
Biểu tượng cảm xúc (tiếng Anh: emoticon /ɪˈməʊ.tɪ.kɒn/ US  /ɪˈmoʊ.t̬ə.kɑːn/), viết tắt cho “emotion icon”, cũng được gọi đơn giản là emote, là một hình ảnh đại diện của các biểu hiện trên gương mặt bằng cách sử dụng những kí tự - thường là các dấu câu, số và chữ - để diễn tả cảm xúc hoặc tâm trạng của một người hoặc được dùng như một biện pháp tiết kiệm thời gian. Những ASCII emoticon đầu tiên là:-) và:-(được viết bởi Scott Fahlman vào năm 1982, nhưng emoticon thực chất có nguồn gốc xuất phát từ hệ thống máy tính PLATO IV vào năm 1972.
Ở các nước phương Đông, emoticon thường được viết theo hướng của văn bản. Những người dùng ở Nhật Bản thì ưa thích một loại emoticon gọi là Kaomoji (顔文字 (nhan văn tự) "nhan" (顔) trong "dung nhan" hay "nhan sắc", nghĩa là "khuôn mặt"; và "kaomoji" nghĩa là "văn tự biểu diễn khuôn mặt"), sử dụng bộ ký tự Katakana mà có thể hiểu được mà không cần nghiêng đầu về hướng bên trái. Phong cách này nổi lên ở nền tảng ASCII NET ở Nhật Bản vào năm 1986.
Khi SMS và mạng internet trở nên phổ biến vào cuối những năm 1990, emoticon đã dần trở nên thịnh hành và được dùng thường xuyên trong những tin nhắn văn bản, diễn đàn internet và email. Emoticon đã đóng vai quan trọng trong việc giao tiếp qua công nghệ; một vài thiết bị và ứng dụng đã cung cấp những hình ảnh cách điệu mà không sử dụng các dấu câu. Chúng cung cấp một phạm vi “ngữ điệu” và cảm xúc thông qua văn bản mà những văn bản này khắc họa rõ nét những cảm xúc cụ thể thông qua các cử chỉ gương mặt trong khi đang giao tiếp trực tuyến bằng văn bản.

## Lịch sử hình thành của Emoticons

### Pre-emoticons
Emoticon bắt đầu với gợi ý rằng sự kết hợp của các dấu câu có thể được sử dụng trong kiểu chữ để thay thế ngôn ngữ. Mặc dù đề xuất của Scott Fahlman vào những năm 1980 là sự ra đời của biểu tượng cảm xúc, nhưng đây không phải là lần đầu tiên:) hoặc:-) được sử dụng trong ngôn ngữ.
10  Stamp, Jimmy. "Who Really Invented the Smiley Face?". Smithsonian.
https://www.smithsonianmag.com/arts-culture/who-really-invented-the-smiley-face-2058483/
Năm 1648, nhà thơ Robert Herrick bao gồm các dòng:
Tumble me down, and I will sit
Upon my ruins, (smiling yet:)
Tác phẩm của Herrick có trước bất kỳ sản phẩm nào sử dụng dấu ngoặc như một mặt cười được ghi lại trong khoảng 200 năm vừa qua. Tuy nhiên, các chuyên gia đã cân nhắc liệu việc đưa dấu hai chấm vào bài thơ có phải là có chủ ý hay không và liệu nó có nghĩa là đại diện cho một khuôn mặt cười hay không. Giáo sư người Anh Alan Jacobs lập luận rằng " Ở thế kỷ 17, dấu câu chưa thực sự được thống nhất... Herrick có vẻ như không tự thực hành chấm câu nhất quán, và ngay cả khi ông có tự mình thực hành điều này, ông ấy cũng không thể mong đợi các nhà in của mình hoặc độc giả của mình chia sẻ cách sử dụng của các dấu câu như những mặt cười như thế."
Nhiều hình thức giao tiếp khác nhau hiện được xem là tiền thân của emoticon và gần đây nhất thậm chí là emojis. Việc sử dụng biểu tượng cảm xúc có thể bắt nguồn từ thế kỷ 17, được vẽ bởi một công chứng viên Slovakia để cho thấy sự hài lòng của ông đối với hồ sơ tài chính đô thị của thị trấn vào năm 1635, nhưng chúng thường được sử dụng trong văn bản giản dị và hài hước. Các dạng biểu tượng cảm xúc kỹ thuật số trên Internet được đưa vào một đề xuất của Scott Fahlman thuộc Đại học Carnegie Mellon ở Pittsburgh, Pennsylvania, trong một tin nhắn vào ngày 19 tháng 9 năm 1982.
“Hiệp hội Hướng dẫn vận hành và đánh giá điện báo quốc gia” vào tháng 4 năm 1857 đã ghi lại việc sử dụng số 73 trong mã Morse để thể hiện "tình yêu và nụ hôn" (sau đó được giảm xuống thành "lời chào trân trọng"). Hướng dẫn của Dodge năm 1908 đã xác nhận lại sự tái sử dụng "tình yêu và nụ hôn" dưới việc sử dụng số 88. Gajadhar và Green nhận xét rằng cả hai chữ viết tắt mã Morse đều ngắn gọn hơn các chữ viết tắt hiện đại như LOL . Lần đầu tiên một biểu tượng cảm xúc xuất hiện trong văn bản là trong bản phiên âm của một trong những bài diễn văn của Abraham Lincoln được viết vào năm 1862. Nó bao gồm những điều sau đây:
```
(vỗ tay và cười;)
```

Theo tờ New York Times, đã có một số tranh luận về việc liệu biểu tượng cảm xúc trong bài phát biểu của Abraham Lincoln là một lỗi đánh máy, một cấu trúc dấu câu hợp pháp hay là những biểu tượng cảm xúc đầu tiên . Vào cuối những năm 1800, các biểu tượng cảm xúc đầu tiên được tạo ra như một hình thức nghệ thuật trên tạp chí châm biếm Hoa Kỳ Puck. Tổng cộng, bốn thiết kế biểu tượng cảm xúc khác nhau đã được hiển thị, tất cả đều sử dụng dấu chấm câu để tạo ra các khuôn mặt biểu tượng cảm xúc đánh máy khác nhau. Các thiết kế biểu tượng cảm xúc tương tự như trên đã được hình thành nhiều năm sau tại Nhật Bản, thường được gọi là "Kaomoji" và có thiết kế khá phức tạp.Mặc dù có sự đổi mới, các biểu tượng cảm xúc phức tạp này đã không phát triển ở Nhật Bản cho đến gần một thế kỷ sau đó. Năm 1912, tác giả người Mỹ Ambrose Bierce là người đầu tiên đề xuất rằng một dấu ngoặc câu có thể được sử dụng để thể hiện một khuôn mặt tươi cười. Ông tuyên bố, "Đây là một sự cải thiện về dấu câu - điểm sniggers, hoặc như là một ghi chú của bộ nhớ đệm: bởi vì nó được viết dưới dạng ‿ và nhìn giống như một cái miệng cười, nó nên được dùng với dấu chấm câu để tạo nên một mặt cười hoàn chỉnh trong các dạng câu châm biếm.
Sau tuyên bố đột phá này, các nhà văn và chuyên gia ngôn ngữ khác bắt đầu đưa ra các lý thuyết về cách sử dụng dấu chấm câu trong các bộ sưu tập để thể hiện một khuôn mặt. Chuyển từ lý thuyết của Bierce rằng có thể sử dụng dấu ngoặc ngang để đại diện cho mặt cười, Alan Gregg là người đầu tiên được ghi nhận cho rằng bằng cách kết hợp các dấu chấm câu, những cảm xúc phức tạp hơn có thể được thể hiện. Có một lập luận cho rằng đây là bộ emoticon hoàn chỉnh đầu tiên, mặc dù về sau, đã được sử dụng như là tiêu chuẩn cho các emoticon khác. Gregg đã công bố lý thuyết của mình vào năm 1936, trong một bài báo của Harvard Lampoon. Ông đề nghị rằng bằng cách xoay khung sang một bên, nó có thể được sử dụng cho hai bên miệng hoặc má, với các dấu câu khác được sử dụng giữa các dấu ngoặc để hiển thị các cảm xúc khác nhau. Lý thuyết của Gregg đã hiện thực hóa bước tạo ra nhiều hơn một mặt cười, với (-) cho một nụ cười bình thường và (--) cho một nụ cười lớn. Logic đằng sau những thiết kế này là nhiều răng hơn được hiển thị trên các thiết kế rộng hơn. Hai biểu tượng cảm xúc khác đã được đề xuất trong bài viết, với (#) cho một cái nhíu mày và (*) cho một cái nháy mắt.
Các emoticon đã được sử dụng trong fandom khoa học viễn tưởng vào những năm 1940, The Magazine of Fantasy & Science Fiction, Vol. 90, No. 6 (June 1996), p. 90, mặc dù dường như đã có một sai sót trong sự tiếp nối văn hóa giữa các cộng đồng.
Số tháng 9 năm 1962 của tạp chí MAD bao gồm một bài báo có tiêu đề "hoạt hình bằng chữ". Bài báo này, với các tác phẩm nghệ thuật do máy đánh chữ tạo ra được ghi là "Royal Portable", hoàn toàn được tạo thành từ những kiểu chữ được sử dụng lại, bao gồm chữ in hoa P giống như một bức tượng lớn, hơn là khi sử dụng chữ I, chữ thường b và d như đại diện cho việc mang thai, dấu hoa thị trên đầu một kí tự để chỉ kí tự này vừa mới đi dưới trời tuyết và một lớp học bao gồm các học sinh được biểu thị là các kí tự n thì bị gián đoạn bởi một ký tự h "giơ tay". 2 tập truyện khác của “Typewri-ton” xuất hiện trên tạp chí MAD vào năm 1965 và 1987

### Khởi nguồn của:-) và:-(
Emoticon là một từ kết hợp của 2 từ trong tiếng Anh là "cảm xúc" và "biểu tượng". Trong các diễn đàn web, tin nhắn tức thời và trò chơi trực tuyến, các emoticon văn bản thường được tự động thay thế bằng những hình ảnh nhỏ tương ứng, chúng cũng được gọi là các emoticon. Emoticon cho khuôn mặt cười:-) và khuôn mặt buồn bã:-(là những emoticon được ghi nhận là đã xuất hiện đầu tiên ở dạng kỹ thuật số. Một số các kết hợp ký tự phức tạp chỉ có thể được thực hiện trong các tập lệnh phi Latinh, điều này đã tạo nền tảng phát triển cho các hình thức đặc biệt phức tạp của emoticon, mà đôi lúc được biết đến dưới cái tên Nhật Bản mà đã được Latin hóa là Kaomoji
Trong một cuộc phỏng vấn của New York Times vào tháng 4 năm 1969, Alden Whitman đã hỏi nhà văn Vladimir Nabokov: "Làm thế nào để ngài xếp hạng mình trong số các nhà văn (ở thời điểm hiện tại) và về quá khứ đương đại?" Nabokov trả lời: "Tôi thường nghĩ rằng nên tồn tại một dấu hiệu đánh máy đặc biệt cho một nụ cười - một loại dấu lõm, một dấu ngoặc tròn, mà bây giờ tôi muốn dùng để trả lời câu hỏi của bạn." 
Cho đến thời điểm này, nhiều thiết kế được coi là các emoticon đời đầu đã được tạo bằng cách sử dụng dấu chấm câu khá cơ bản, sử dụng một dấu chấm câu duy nhất thay vì một từ hoặc để diễn tả cảm giác, trước khi các cá nhân bắt đầu kết hợp hai dấu chấm câu (thường là dấu hai chấm và dấu ngoặc) để tạo một cái gì đó giống như một khuôn mặt tươi cười.
Scott Fahlman được coi là người tạo ra emoticons đầu tiên khi anh bắt đầu thử nghiệm sử dụng nhiều dấu chấm câu để hiển thị cảm xúc và thay thế ngôn ngữ. Anh ấy là người đầu tiên sử dụng một biểu tượng cảm xúc phức tạp gồm ba dấu chấm câu trở lên, với:-) và:-(với một gợi ý cụ thể rằng chúng được sử dụng để thể hiện cảm xúc. Fahlman không chỉ tạo ra hai biểu tượng cảm xúc khác nhau, anh ấy còn sử dụng các emoticon trong văn nói để thể hiện cảm xúc. Trong khi Nabokov đã đề xuất một cái gì đó tương tự Fahlman, có rất ít phân tích về sự cân nhắc rộng hơn về những gì Nabokov có thể làm với thiết kế. Mặt khác, Fahlman còn đưa ra giả thuyết rằng các emoticon của anh ta có thể nhanh chóng thay thế ngôn ngữ thông thường trên quy mô lớn. Hai thiết kế dấu hai chấm, dấu gạch nối và dấu ngoặc cũng được điều chỉnh rất nhanh để mô tả một loạt các cảm xúc, do đó tạo ra bộ biểu tượng cảm xúc thực sự đầu tiên.
Tin nhắn từ Fahlman được gửi qua hội đồng khoa học máy tính của Đại học Carnegie Mellon vào ngày 19 tháng 9 năm 1982. Cuộc trò chuyện đã diễn ra giữa nhiều nhà khoa học máy tính đáng chú ý, bao gồm David Touretzky, Guy Steele và Jaime Carbonell. Bản ghi tin nhắn được coi là đã bị mất, trước khi nó được phục hồi 20 năm sau bởi Jeff Baird từ các băng dự phòng cũ
Trong vòng vài tháng, nó đã xuất hiện trên ARPANET và Usenet. Nhiều biến thể về chủ đề ngay lập tức được đề xuất bởi Scott và những người khác.

### Sự phát triển của Emoticon
Lấy cảm hứng từ ý tưởng sử dụng khuôn mặt trong ngôn ngữ của Scott Fahlman, gia đình Loufrani đã thành lập Công ty Smiley vào năm 1996. Nicolas Loufrani đã phát triển hàng trăm biểu tượng cảm xúc khác nhau, bao gồm cả những phiên bản 3D. Các thiết kế của ông đã được đăng ký tại Văn phòng Bản quyền Hoa Kỳ vào năm 1997 và xuất hiện trực tuyến dưới dạng tệp.gif vào năm 1998. Đây là những biểu diễn đồ họa đầu tiên của biểu tượng cảm xúc dựa trên văn bản ban đầu. Ông cũng đã xuất bản các biểu tượng cũng như các emoticon do người khác tạo ra, cùng với các phiên bản ASCII của họ trong từ điển Smiley trực tuyến vào đầu những năm 2000. Từ điển này bao gồm hơn 3.000 mặt cười khác nhau  và được xuất bản thành một cuốn sách có tên Dico Smileys vào năm 2002 
Fahlman đã tuyên bố trong nhiều cuộc phỏng vấn rằng ông coi emojis là hậu duệ và di sản của mình 

### Phong cách phương Tây
Thông thường, các emoticon theo phong cách phương Tây có mắt bên trái, tiếp theo là mũi và miệng. Phiên bản hai ký tự:) mà bỏ qua mũi cũng rất phổ biến.
Các emoticon cơ bản nhất tương đối nhất quán về hình thức, nhưng mỗi cái trong số chúng có thể được biến đổi bằng cách xoay (biến chúng thành các ambigram nhỏ), có hoặc không có dấu gạch nối (mũi). Ngoài ra còn có một số biến thể của các emoticon để có thể đưa ra được những cách sử dụng, định nghĩa mới. Như thay đổi một ký tự để thể hiện cảm giác mới hoặc để thay đổi trạng thái cảm xúc, tâm trạng của emoticon. Ví dụ::(là buồn và:((là rất buồn. Khóc có thể được viết là:'(. Một gương mặt ngại ngùng, đỏ mặt có thể được biểu thị là:">. Những người khác bao gồm nháy mắt;), cười với miệng đáng yêu:3, một nụ cười tươi, lớn là:D, tự mãn là:->, và thè lưỡi là:P. Một sự kết hợp thường được sử dụng là <3 tượng trưng cho một trái tim và </ 3 là cho một trái tim tan vỡ.:O đôi khi cũng được sử dụng để mô tả biểu cảm sốc.
Một nụ cười lớn đôi khi được thể hiện với đôi mắt nhăn nheo để thể hiện sự thích thú hơn nữa; XD và việc thêm các chữ cái "D" có thể gợi ý tiếng cười hoặc sự giải trí cực độ, ví dụ: XDDDD. Có hàng trăm biến thể khác bao gồm >:(cho sự tức giận, hoặc >:D cho một nụ cười xấu xa, và một lần nữa, khi được sử dụng ngược lại, sẽ cho một khuôn mặt tức giận không vui, trong hình dạng của D:<; =K cho ma cà rồng răng;:s để nhăn mặt, và;P có thể được sử dụng để biểu thị một giọng điệu tán tỉnh hoặc nói đùa, hoặc có thể ngụ ý nghĩa thứ hai nào đó trong câu trước nó.
Khi máy tính cung cấp sự hỗ trợ tích hợp ngày càng tăng cho các hệ thống chữ viết bên ngoài phương Tây, người ta có thể sử dụng các glyph khác nhau để xây dựng biểu tượng cảm xúc. Emoticon “nhún vai”, ¯\_(ツ)_/¯, sử dụng glyph ツ từ hệ thống chữ viết katakana của Nhật Bản.
Một dấu bằng thường được sử dụng cho mắt thay cho dấu hai chấm, được xem là =), mà không thay đổi ý nghĩa của biểu tượng cảm xúc. Trong các trường hợp này, dấu gạch nối hầu như luôn bị bỏ qua hoặc đôi khi được thay thế bằng "o" như trong =O). Trong hầu hết các vòng tròn, có thể chấp nhận bỏ qua dấu gạch nối, cho dù dấu hai chấm hoặc dấu bằng được sử dụng cho mắt,  nhưng trong một số lĩnh vực sử dụng, mọi người vẫn thích biểu tượng cảm xúc truyền thống hơn,:-) hoặc:^). Một nghiên cứu ngôn ngữ đã chỉ ra rằng việc sử dụng mũi trong biểu tượng cảm xúc có thể liên quan đến tuổi của người dùng, với những người trẻ tuổi ít sử dụng mũi hơn. Các ký tự trông tương tự thường được thay thế cho nhau: ví dụ, o, O và 0 đều có thể được sử dụng thay thế cho nhau, đôi khi để tạo hiệu ứng khác nhau hoặc trong một số trường hợp, một loại ký tự có thể trông tốt hơn trong một phông chữ nhất định và do đó được ưu tiên hơn các phông chữ khác. Người dùng cũng thường thay thế các dấu ngoặc tròn được sử dụng cho miệng bằng các dấu ngoặc khác, tương tự, chẳng hạn như ] thay vì).
Một số biến thể cũng phổ biến hơn ở một số quốc gia do bố trí bàn phím. Ví dụ: Smiley =) có thể xảy ra ở Scandinavia, nơi các phím cho = và) được đặt ngay cạnh nhau. Tuy nhiên, biến thể:) chắc chắn là phiên bản thống trị ở Scandinavia, khiến phiên bản =) trở nên hiếm. Dấu phụ đôi khi cũng được sử dụng. Các chữ cái Ö và Ü có thể được xem như một emoticon, như phiên bản thẳng đứng của:O (có nghĩa là ngạc nhiên) và:D (có nghĩa là rất hạnh phúc).
Một số emoticon cũng có thể được đọc từ phải sang trái và trên thực tế, theo cách này, chỉ có thể được viết bằng các ký tự bàn phím ASCII tiêu chuẩn; ví dụ D: trong đó đề cập đến việc bị sốc hoặc lo lắng, ngược lại với nụ cười lớn của:D.

### Phong cách Nhật Bản (kaomoji)
Kaomojis trên điện thoại di động NTT Docomo của Nhật Bản
Một hình vẽ Kaomoji ở Nhật Bản
Người dùng từ Nhật Bản đã phổ biến một kiểu emoticon (顔 字 字, kaomoji, lit. "Khuôn mặt từ các ký tự") mà có thể được hiểu mà không cần nghiêng đầu sang trái. Phong cách này phát sinh trên ASCII NET, một dịch vụ trực tuyến đầu tiên tại Nhật Bản vào năm 1986.Các emoticon tương tự cũng đã được sử dụng trên Sàn giao dịch thông tin Byte Information Exchange (BIX) vào lúc đó.
Những emoticon này thường được tìm thấy trong một định dạng tương tự (*_*). Các dấu hoa thị chỉ mắt; một ký tự ở trung tâm, thường là một gạch dưới đóng vai trò như miệng; và dấu ngoặc đơn đóng vai trò như đường viền của khuôn mặt.
Những cảm xúc khác nhau có thể được thể hiện bằng cách thay đổi ký tự đại diện cho đôi mắt: ví dụ: "T" có thể được sử dụng để thể hiện tiếng khóc hoặc nỗi buồn: (T_T). T_T cũng có thể được sử dụng với nghĩa là "không ấn tượng". Sự nhấn mạnh vào đôi mắt trong phong cách này được phản ánh trong cách sử dụng phổ biến của các emoticon chỉ sử dụng đôi mắt, ví dụ: ^^.Trông căng thẳng được thể hiện bằng cách emoticon (x_x), trong khi (-_-;) là một emoticon chung cho sự lo lắng, dấu chấm phẩy đại diện cho một giọt mồ hôi gây lo lắng (sẽ được thảo luận thêm bên dưới). /// có thể biểu thị sự bối rối bằng cách tượng trưng cho sự đỏ mặt.
Các ký tự như dấu gạch nối hoặc dấu chấm có thể thay thế dấu gạch dưới; dấu chấm này thường được sử dụng cho một cái miệng nhỏ hơn, "dễ thương" hơn hoặc để đại diện cho mũi, ví dụ: (^.^). Ngoài ra, miệng hay mũi có thể được loại bỏ hoàn toàn, ví dụ: (^^)
Dấu ngoặc đơn đôi khi được thay thế bằng dấu ngoặc hoặc dấu ngoặc vuông, ví dụ: {^_^} hoặc [o_0]. Trong một vài lần sử dụng, dấu ngoặc đơn cũng có thể được lược bỏ hoàn toàn, ví dụ: ^^, >.<, o_O, O.O, e_e hoặc e.e. Một dấu ngoặc kép ", dấu nháy đơn ‘ hoặc dấu chấm phẩy; có thể được thêm vào biểu tượng cảm xúc để ám chỉ sự e ngại hoặc bối rối, giống như cách sử dụng giọt mồ hôi trong manga và anime của Nhật Bản.
Microsoft IME 2000 (tiếng Nhật) và các phiên bản sau đó đã hỗ trợ đầu vào của các emoticon được nêu trên bằng cách bật chức năng “Từ điển ngôn ngữ/cảm xúc” của Microsoft IME. Trong IME 2007, hỗ trợ này đã được chuyển sang từ điển “Biểu tượng cảm xúc”. Những từ điển emoticon như vầy cho phép người dùng ghi ra các emoticon dễ dàng bằng cách gõ các từ đại diện cho chúng.
Phần mềm giao tiếp này cho phép sử dụng Shift JIS mà đã được mã hóa các ký tự tiếng Nhật thay vì chỉ trên ASCII cho phép phát triển kaomoji mới bằng cách sử dụng bộ ký tự mở rộng, chẳng hạn như (^ム^) hoặc (益).
Phần mềm giao tiếp hiện đại thường sử dụng Unicode, cho phép kết hợp các ký tự từ các ngôn ngữ khác nhau (ví dụ: từ bảng chữ cái Cyrillic) và một loạt các ký hiệu vào kaomoji, như trong (`Д´) hoặc (◕‿◕✿).
Các biến thể khác có thể được tạo ra bằng cách sử dụng các ký tự kết hợp Unicode, như trong ٩(͡๏̯͡๏)۶ hoặc ᶘᵒᴥᵒᶅ

### Sự kết hợp giữa phong cách Nhật Bản và phương Tây
Các diễn đàn anime tiếng Anh đã sử  dụng những emoticon kiểu Nhật Bản mà có thể được sử dụng với các ký tự ASCII tiêu chuẩn có sẵn trên bàn phím phương Tây. Bởi vì điều này, chúng thường được gọi là các emoticon mang "phong cách anime" trong tiếng Anh [cần dẫn nguồn]. Kể từ đó, các emoticon này đã được sử dụng ở các kênh chính thống hơn, bao gồm chơi game trực tuyến, nhắn tin tức thời và các diễn đàn thảo luận không liên quan đến anime. Các biểu tượng cảm xúc như <(^.^)>, <(^_^<), <(O_o<), <(-'.'-)>, <('.'-^) hoặc (>';..;')> bao gồm dấu ngoặc đơn, miệng hoặc mũi và sau đó là cánh tay (đặc biệt là các dấu hiệu nhỏ hơn < hoặc lớn hơn >) cũng thường được gọi là các "Kirbys" vì giống với nhân vật Kirby trong trò chơi điện tử của Nintendo. Các dấu ngoặc đơn đôi khi bị bỏ đi khi được sử dụng trong ngữ cảnh tiếng Anh và dấu gạch dưới tượng trưng cho miệng có thể được mở rộng như một sự tăng cường cho emoticon trong câu hỏi, ví dụ: ^_________^ cho rất hạnh phúc. Biểu tượng cảm xúc t(-_- t) sử dụng kiểu phương Đông, nhưng kết hợp với hành động "búng ngón tay giữa" của phương Tây bằng cách sử dụng "t" làm cánh tay, bàn tay và ngón tay. Sử dụng một cú nhấp lateral cho mũi như trong (͡° ͜ʖ ͡°) được cho là bắt nguồn từ bảng tin dựa trên hình ảnh của  đài truyền hình Ylilauta ở Phần Lan và được gọi là "khuôn mặt Lenny"..Một phát minh khác của phương Tây là việc sử dụng các biểu tượng cảm xúc như *,..,* hoặc `;..;´ để chỉ ma cà rồng hoặc các con thú thần thoại khác có răng nanh.
Việc tiếp xúc với cả emoticon phương Tây và Nhật Bản hoặc kaomoji thông qua blog, tin nhắn tức thời và diễn đàn có sự pha trộn của văn hóa nhạc pop phương Tây và Nhật Bản đã tạo ra nhiều emoticon có định dạng xem thẳng đứng. Các dấu ngoặc đơn thường bị bỏ đi và các biểu tượng cảm xúc này thường chỉ sử dụng các ký tự chữ và số và các dấu chấm câu tiếng Anh được sử dụng phổ biến nhất. Các biểu tượng cảm xúc như -O-, -3-, -w-, '_',;_;, T_T,:>, và.V. được sử dụng để truyền đạt những cảm xúc lẫn lộn khó truyền tải hơn với các emoticon truyền thống. Các nhân vật đôi khi được thêm vào emoticon để truyền tải “giọt mồ hôi” theo phong cách anime hoặc manga, ví dụ  ^_^', !>_<!, <@>_____<@>;;,;O;, và *u*. Dấu bằng cũng có thể được sử dụng cho mắt nhắm, trông giống anime, ví dụ =0=, =3=, =w=, =A=, and =7=. Khuôn mặt uwu (và các biến thể của nó UwU và OwO), là một biểu tượng cảm xúc có nguồn gốc từ Nhật Bản, để biểu thị một biểu cảm dễ thương hoặc đáng yêu. [40] Thomas, Miles. "Why Did the Official Twitter Account Tweet "uwu"???". Crunchyroll. Truy cập 2019-05-02. [41] Inches, Giacomo; Carman, Mark James; Crestani, Fabio (2011). Christiansen, Henning; De Tré, Guy; Yazici, Adnan; Zadrozny, Slawomir; Andreasen, Troels; Larsen, Henrik Legind (eds.). "Investigating the Statistical Properties of User-Generated Documents" (PDF). Flexible Query Answering Systems. Lecture Notes in Computer Science. Springer Berlin Heidelberg. 7022: 198–209. doi:10.1007/978-3-642-24764-4_18. ISBN 9783642247644.
Ở Brazil, đôi khi các ký tự kết hợp (dấu) được thêm vào emoticon để thể hiện lông mày, như trong ò_ó, ó_ò, õ_o, ù_u, hoặc o_Ô.

### Phong cách emoticon của2channel
Người dùng của Hội thảo thảo luận Nhật Bản 2channel, đã phát triển rất nhiều emoticon độc đáo bằng cách sử dụng các ký tự từ nhiều ngôn ngữ khác nhau, như Kannada, như trong ಠ_ಠ (để thể hiện một cái nhìn không tán thành, không tin tưởng hoặc nhầm lẫn). Những emoticon này đã nhanh chóng được 4chan chọn và nó đã lan tràn sang các trang web phương Tây khác ngay sau đó. Một vài emoticon đã có chỗ đứng và phong cách cho riêng mình, như các emoticon thuộc Monā.

### Phong cách emoticon của Hàn Quốc
Ở Hàn Quốc, emoticon sử dụng chữ cái Hangul của Hàn Quốc, các emoticon mang phong cách phương Tây thì rất hiếm khi được sử dụng. Cấu trúc của các emoticon Hàn Quốc và Nhật Bản có phần giống nhau, nhưng chúng có một số khác biệt. Phong cách Hàn Quốc chứa jamo Hàn Quốc (chữ cái) thay vì các ký tự khác. Có rất nhiều emoticon được hình thành với sự kết hợp các chữ cái jamo Hàn Quốc như vậy. Các Jamos phụ âm như ㅅ, ㅁ và ㅂ đóng vai trò là như miệng/mũi và ㅇ, ㅎ và ㅍ đóng vai trò như mắt. Ví dụ: ㅇㅅㅇ, ㅇㅂㅇ, ㅇㅁㅇ and -ㅅ-. Các khuôn mặt như 'ㅅ', "ㅅ", 'ㅂ' và 'ㅇ', sử dụng dấu ngoặc kép " và dấu nháy đơn ' cũng là các kết hợp được sử dụng phổ biến. Các nguyên âm jamo như ㅜ, ㅠ mô tả khuôn mặt đang khóc (giống với chức năng của T theo phong cách phương tây). Đôi khi (không phải là em-dash "-" mà là nguyên âm jamo), dấu phẩy hoặc dấu gạch dưới được thêm vào và hai bộ ký tự có thể được trộn lẫn với nhau, như trong. ㅜ.ㅜ, ㅠ.ㅜ, ㅠ.ㅡ, ㅜ_ㅠ, ㅡ^ㅜ và ㅜㅇㅡ. Ngoài ra, dấu chấm phẩy và dấu mũ thường được sử dụng trong các emoticon Hàn Quốc; dấu chấm phẩy có nghĩa là đổ mồ hôi (xấu hổ). Nếu chúng được sử dụng với ㅡ hoặc – chúng mô tả một cảm giác tồi tệ. Ví dụ: -;/, --^, ㅡㅡ;;;, -_-;; and -_^. Tuy nhiên, ^^, ^오^ có nghĩa là cười (hầu hết tất cả mọi người sử dụng các emoticon này mà không phân biệt giới tính hoặc tuổi tác). Một số emoticon khác cũng bao gồm như: ~_~, --a, -6-, +0+.

### Phong cách emoticons của Trung Quốc
Ký tự 囧 (U + 56E7), có nghĩa là "sáng", có thể được kết hợp với biểu tượng cảm xúc tư thế Orz, chẳng hạn như 囧rz. Ký tự này tồn tại trong tập lệnh bone của Oracle, nhưng việc sử dụng nó làm biểu tượng cảm xúc đã được ghi nhận vào đầu ngày 20 tháng 1 năm 2005.
Các biến thể khác cho 囧 bao gồm 崮 (vua 囧), 莔 (hoàng hậu 囧), 商 (囧 với mũ), 囧興 (con bùa) và 卣 (Bomberman).
Ký tự 槑 (U + 69D1), mà nghe giống như từ "mận" (梅 (U + FA44)), được sử dụng để biểu thị gấp đôi 呆 (nhàm chán) hoặc tăng cường ý nghĩa nhàm chán hơn nữa. Trong tiếng Trung, các ký tự đầy đủ thông thường (trái ngược với cách sử dụng槑) có thể được nhân đôi để thể hiện sự nhấn mạnh hoặc tăng cường ý nghĩa cảm xúc của ký tự đó.
Các emoticons thường được sử dụng để diễn tả tâm trạng, cảm giác của người viết trong các cuộc trò chuyện bằng văn bản khô khan, từ đó tăng thêm “gia vị” cho cuộc thảo luận giữa hai hay nhiều người.
Emoticon cũng được sử dụng với mục đích thể hiện các mức độ khác nhau của cảm xúc như vui, rất vui, cực kỳ vui hoặc buồn, rất buồn, cực kỳ tức giận,... Chúng giúp người viết có thể biểu đạt rõ nhất suy nghĩ, tâm trạng từ tận sâu bên trong họ, nhằm giúp người đọc có thể hiểu được.
Biến thể của Emoticon trong những năm tiếp theo dần trở nên phổ biến hơn. Đầu tiên là Kaomoji - Đây là một loại emoticon sử dụng các dấu hoa thị, dấu gạch dưới và dấu ngoặc đơn như (*_*) - được đưa vào sử dụng tại Nhật vào khoảng năm 1986. Tiếp theo đó là Emoji - các chữ tượng hình và mặt cười được sử dụng trên các nền tảng kỹ thuật số. Về sau, emoji được sử dụng ngày một nhiều hơn nhằm thay thế cho các Emoticon truyền thống. Cụ thể ứng dụng của Emoticon trong các lĩnh vực khác nhau như sau:

#### Trong lĩnh vực Marketing
- Emoticons không được sử dụng nhiều trong các chiến dịch Marketing,thay vào đó, ngày nay Emoji ngày càng phát triển và được ưa chuộng hơn. Emoji phổ biến và được ưa chuộng hơn so với Emoticon truyền thống bởi màu sắc bắt mắt, đa dạng, vui nhộn và dễ bày tỏ cảm xúc cụ thể hơn.
- Cụ thể, Emojis được sử dụng nhiều trong các chiến dịch Marketing của các nhãn hiệu lớn trên thế giới như Durex, McDonald,... nhằm tăng sự thân thiện, gần gũi hơn với khách hàng, qua đó thu hút nhiều khách hàng theo dõi các mẫu quảng cáo đó.

#### Trong môi trường làm việc
- Emoticons giúp xoa dịu những đánh giá căng thẳng trong môi trường làm việc. Các nghiên cứu về giao tiếp tại nơi làm việc cho thấy rằng khi phản hồi cụ thể, tiêu cực từ cấp trên đi kèm với emoticons tích cực, nhân viên sẽ cảm thấy tốt hơn và có khả năng sẽ thực hiện tốt hơn vào lần sau. Một điều đáng ghi chú là trong những trường hợp này nếu sử dụng những emoticons tiêu cực thì sẽ đem lại tác động ngược.
- Emoticons giúp tạo ra môi trường làm việc vui vẻ hơn. Các nhà nghiên cứu từ lâu đã biết về hiệu ứng tiêu cực trong email, đó là hiện tượng mà người nhận có khả năng cảm nhận một email tiêu cực hơn so với người gửi email dự định. Vì chúng tôi không có cơ hội chia sẻ biểu cảm khuôn mặt và các tín hiệu phi ngôn ngữ khác trong email của chúng tôi, nên đôi khi chúng có thể khó diễn giải hơn. Nhưng biểu tượng cảm xúc có thể có thể giúp đỡ.

Trong một nghiên cứu năm 2013, 152 chuyên gia đã đọc một email thông báo có và không có emoticons. Sau khi đọc xong, họ được hỏi về những emails này, kết quả cho thấy các emoticons làm giảm hiệu ứng tiêu cực trong các tin nhắn email liên quan đến kinh doanh. Họ nói thêm rằng các emoticons có thể giúp nhân viên ở các địa điểm xa hơn đọc chính xác nội dung cảm xúc của tin nhắn, điều đó giúp giảm thiểu sự gây hấn và xung đột qua email bằng cách làm rõ các tin nhắn và tạo cho cuộc trò chuyện một giai điệu nhẹ nhàng hơn

#### Trong giao tiếp trên mạng xã hội
Sử dụng Emoticons giúp người dùng được biết đến nhiều hơn trên mạng xã hội. Một phân tích của hơn 31 triệu tweet và nửa triệu bài đăng trên Facebook đã phát hiện ra một thực tế rằng các emoticons tích cực có thể là một dấu hiệu của trạng thái phương tiện truyền thông xã hội.
Simo Tchokni (thuộc Phòng thí nghiệm máy tính của Đại học Cambridge)và các đồng nghiệp đã sử dụng các số liệu khác nhau như số lượng người theo dõi và điểm số Klout để xác định các đặc điểm của người chia sẻ phương tiện truyền thông xã hội mà có ảnh hưởng và trong đó, emoticon là một yếu tố phổ biến.
“Các tính năng emoticon đạt được hiệu suất cao, cho thấy rằng có một mối liên kết mạnh mẽ giữa việc sử dụng emoticon và sức mạnh xã hội. Những người sử dụng nhiều có xu hướng sử dụng emoticons thường xuyên và điểm Klout cao có liên quan chặt chẽ với các emoticon tích cực”, nghiên cứu kết luận

#### Trong đời sống hằng ngày
Emoticon có sự liên kết đặc biệt với đời sống hằng ngày:
- Một nghiên cứu năm 2008 về những lợi ích tiềm năng của emoticons được thực hiện bởi nhóm tác giả Albert H. Huang[45], David C.Yen[46], Xiaoni Zhang[47],cho thấy người dùng emoticon trải nghiệm những yếu tố như hiệu ứng tích cực về sự thích thú, tương tác cá nhân, sự phong phú về thông tin và nhận thức về tính hữu dụng. Nghiên cứu nói thêm rằng các biểu tượng cảm xúc không chỉ thú vị khi sử dụng, mà còn bổ sung giá trị cho các phương thức giao tiếp, giúp cho các cuộc giao tiếp trở nên vui vẻ, chân thật hơn.
- Nghiên cứu “Emoticons in mind: An event-related potential study” của nhóm các nhà khoa học Mike Nicholls, Myra Thiessen, Mark Kohler & Hannah Keage, khám phá được kết quả rằng khi một người nhìn vào một ký hiệu mặt cười trong các tin nhắn hay các bài viết trên nền tảng online, não bộ của họ sẽ được kích hoạt như khi ta nhìn vào một gương mặt cười ngoài đời thật. Kết quả này có thể được ứng dụng không chỉ trong các giao tiếp hằng ngày, mà còn có thể được ứng dụng vào những lĩnh vực như Marketing hay các hoạt động cần sự giao tiếp với khách hàng, sử dụng emoticon tích cực trong quảng cáo cũng như các chương trình chăm sóc khách hàng sẽ giúp tăng cảm xúc tích cực của khách hàng, qua đó tăng sự thu hút và sự hài lòng của họ.